# 阿格奈什·尼克松
阿格奈什·尼克松（1922年12月10日 - 2016年9月28日）是美国电视節目製作人和制片人，也是美国广播公司肥皂剧我的孩子們的製作人。她也是指路明灯的編劇。她曾五次获得美国编剧工会奖，五次获得日间时段艾美奖，并于2010年获得國家電視藝術與科學學院颁发的终身成就奖。